# Para wodna (meteorologia)
Para wodna – w atmosferze Ziemi para wodna jest gazem o zmiennej ilości, tworzy się przez parowanie wody i przez sublimację lodu. W atmosferze para wodna kondensuje lub resublimuje tworząc mgły lub chmury. Pochłania promieniowanie cieplne wpływając na efekt cieplarniany, ma mniejszą gęstość niż inne główne składniki powietrza wpływając na prądy konwekcyjne, ulegając skropleniu wpływa na przenoszenie ciepła, jest elementem cyklu hydrologicznego.

## Parowanie i wilgotność
Ilość pary wodnej w powietrzu nazywamy wilgotnością powietrza i mierzymy psychrometrem (wilgotnościomierzem). Masa pary wodnej na jednostkę masy powietrza nazywa się stosunkiem zmieszania pary wodnej – jest to wielkość bezwymiarowa. Masa pary wodnej na metr sześcienny powietrza nazywa się wilgotnością bezwzględną. Natomiast stosunek ciśnienia cząstkowego pary wodnej masy do ciśnienia pary wodnej nasyconej nazywamy wilgotnością względną. Ciśnienie pary wodnej nasyconej jest zależne tylko od temperatury i jest opisane równaniem Clausiusa-Clapeyrona.
Inną formą zmiany stanu jest przejście molekuły wody z postaci lodowej do postaci gazowej. Proces ten jest nazywany sublimacją. Sublimacja lodu lub śniegu zachodzi gdy temperatura jest niższa od temperatury punktu potrójnego (0,01 °C) a powietrze jest suche.

## Ciśnienie pary wodnej nasyconej
Ciśnienie pary wodnej nasyconej jest dane w przybliżeniu wzorem
{\displaystyle e_{s}(T)=6{,}112\ \exp \left({\frac {17{,}67\ T}{T+243{,}5}}\right),}
gdzie:
{\displaystyle e_{s}(T)} jest w hPa,
{\displaystyle T} w stopniach Celsiusza.
Wynika z tego że ciśnienie pary wodnej nasyconej w troposferze zmienia się eksponencjalnie z temperaturą (zależność od temperatury w mianowniku jest słaba). Wobec tego także ilość pary wodnej w ocieplającej się atmosferze zmienia się eksponencjalnie z temperaturą. Silna zależność prężności pary wodnej od temperatury wskazuje na kluczowe znaczenie pary wodnej jako gazu wywołującego dodatnie sprzężenie zwrotne w ociepleniu się klimatu.

## Pomiary pary wodnej w atmosferze
Zawartość pary wodnej w atmosferze można wyznaczyć za pomocą pomiarów optycznych w części widma elektromagnetycznego (np. 940 nm), w której zachodzi absorpcja promieniowania przez parę wodną. Sieć AERONET dokonuje tego typu pomiarów.

## Meteorologia i kondensacja
Para wodna kondensuje kiedy osiąga nasycenie w powietrzu, dla danej zawartości pary wodnej w powietrzu następuje to poniżej temperatury zwanej temperaturą punktu rosy. Kondensacja na zimnej powierzchni następuje w wyniku ochłodzenia warstwy powietrza w pobliżu tej powierzchni. W idealnie czystym otoczeniu para wodna nie kondensuje pomimo osiągnięcia stanu nasycenia, kondensujące cząsteczki pary muszą przyłączać się do istniejących w powietrzu drobin pyłów, kryształków lub kropelek wody zwanych jądrami nukleacji – innymi słowy, kondensacja pary wodnej jest nukleacją heterogeniczną.
Kondensacja pary wodnej oddaje energię i powoduje ocieplenie powietrza lub powierzchni na której następuje kondensacja.
Kondensacja pary wodnej w atmosferze tworzy chmury i mgły, na powierzchni ziemi jest przyczyną powstawania osadów atmosferycznych.

### Cyklony tropikalne
Przykładem zjawiska dla którego procesy parowania i kondensacji są kluczowe jest cyklon tropikalny. Cyklon może być rozpatrywany jako rodzaj silnika parowego (cieplnego), w którym na powierzchni oceanu następuje parowanie, które nagrzewa i nawilża powietrze co wywołuje wzrost objętości powietrza. Gdy wilgotne i ciepłe powietrze uniesie się ulega ochłodzeniu, w wyniku czego następuje kondensacja pary wodnej oraz zmniejszanie się objętości powietrza. Zmiany objętości poprzez zmianę gęstości wywołują ruchy konwekcyjne które napędzają ruch powietrza w atmosferze, które wywołuje cyklony.

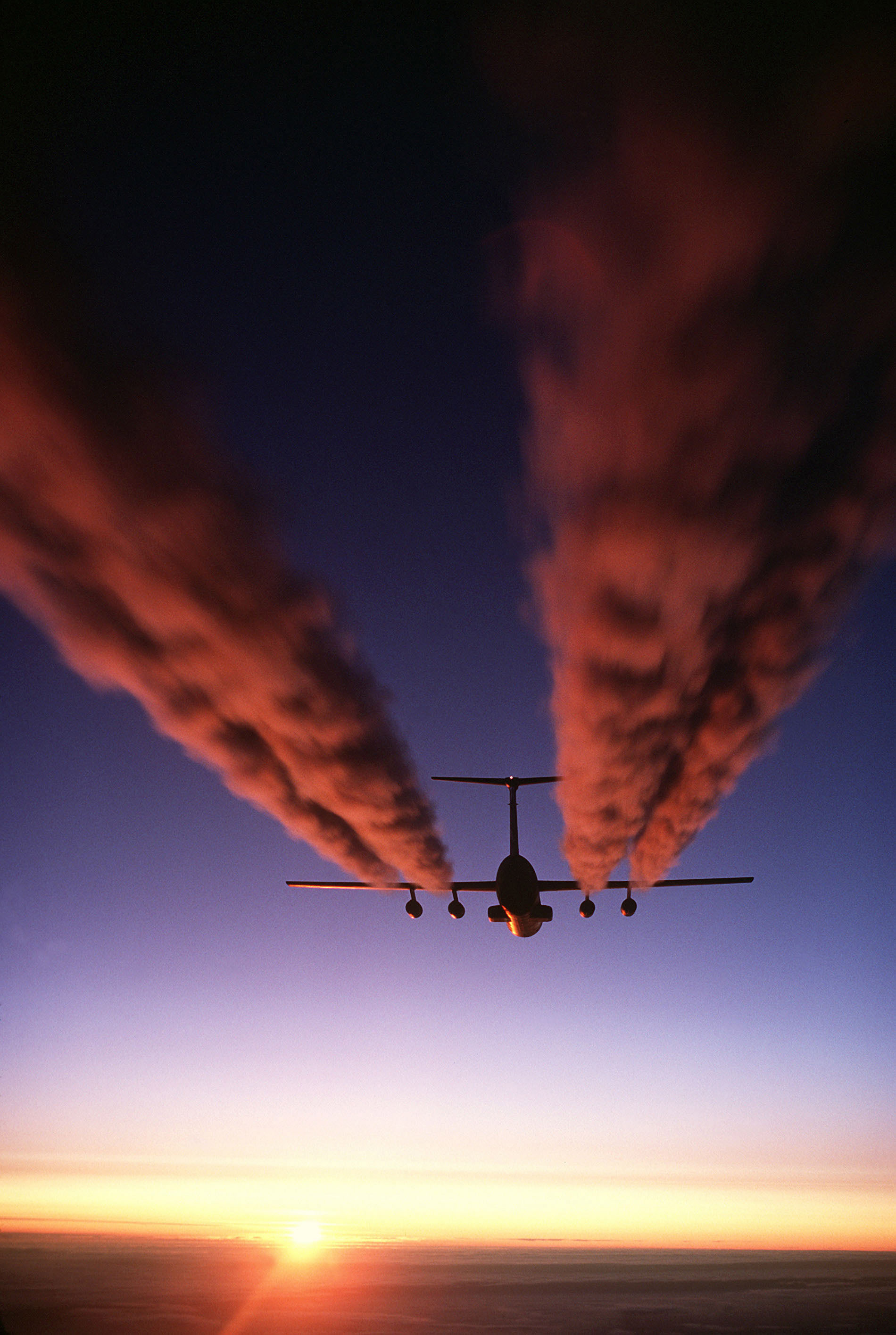
Smuga kondensacyjna za samolotem C-141 na Antarktydzie

### Smugi kondensacyjne
Samolotowe smugi kondensacyjne powstają w górnej troposferze i dolnej stratosferze i są związane głównie z kondensacją pary wodnej powstającą w procesach spalania paliwa.

## Para wodna i klimat
Para wodna jest najważniejszym gazem cieplarnianym i odgrywa kluczową rolę we wszystkich rozważaniach dotyczących zmian klimatu. Większość pary wodnej znajduje się w troposferze, a stosunek zmieszania zmniejsza się z wysokością około dwóch razy na każdy kilometr. Dla przykładu, jeżeli na powierzchni ziemi jest około 10 gramów pary wodnej na kilogram powietrza (10g/kg), to na wysokości 1 kilometra stosunek zmieszania będzie 5 g/kg itd.

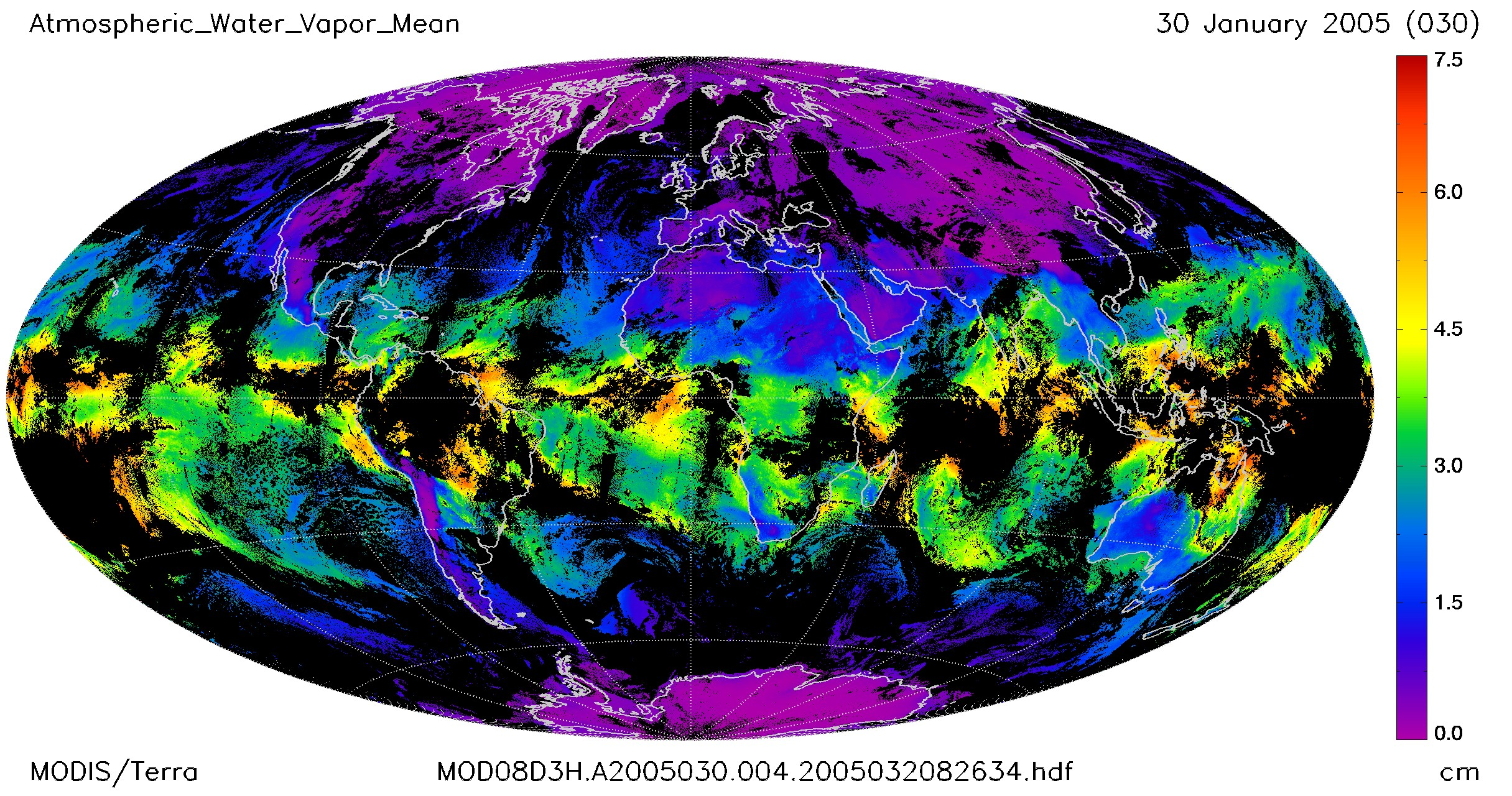
Rozkład pary wodnej w atmosferze

W atmosferze ilość pary wodnej ocenia się też w kolumnie atmosferycznej. Jeżeli wyobrazimy sobie prawie 10-kilometrową rurkę o podstawie 1 centymetra kwadratowego i skroplimy całą parę wodną w niej zawartą, to otrzymamy tzw. skroploną ilość pary wodnej (ang. precipitable water vapor content). Rysunek przedstawia ilość skroplonej pary wodnej w troposferze otrzymaną z pomiarów satelitarnych. Wynosi ona około zera w obszarach biegunowych do około 8 cm w tropikach. Kolumnową ilość pary wodnej w atmosferze uzyskuje się rutynowo z sondaży atmosferycznych, oraz na podstawie technik teledetekcyjnych, m.in. meteorologii geopozycyjnej.

### Efekt supercieplarniany
Opisuje dodatnie sprzężenie zwrotne – wzrost ilości pary wodnej wraz ze wzrostem temperatury oceanu, spowoduje dodatkowy wzrost temperatury. Jest to związane z równaniem Clausiusa-Clapeyrona.

### Hipoteza tęczówki
Hipoteza tęczówki
(ang. Iris Hypothesis) dotyczy ujemnego sprzężenia zwrotnego w łańcuchu zjawisk: temperatura oceanu, ilość pary wodnej w atmosferze, ilość opadów i zmniejszeniem się pokrywy wysokich chmur co wpływa na zwiększone wypromieniowanie i oziębienie ziemi. W tej hipotezie para wodna odgrywa rolę stabilizującą klimat.

## Fizyka chmur
Chmury i mgły powstają dzięki kondensacji pary wodnej na chmurowych jądrach nukleacji lub lodowych jądrach nukleacji (ang. cloud condensation nuclei, CCN). Bardzo rzadko kondensacja następuje samoistnie, bez dodatkowych cząstek zanieczyszczeń, i nazywa się wtedy kondensacja homogeniczną. Przypuszczalnie kondensacja homogeniczna występuje jedynie w stratosferze lub w obszarach biegunowych.